# Bòria
|  | Aquest article tracta sobre el barri barceloní. Si cerqueu el futbolista il·licità, vegeu «Boria». |

La Bòria fou una antiga barriada de Barcelona formada al voltant de la via romana (via Franca) que portava a França. Aquesta via, eix vertebrador d'aquest barri, era el carrer de la Bòria-Carders i era una zona eminentment comercial, ja que aglutinava l'activitat tèxtil al segle xii-xiii (carrers Assaonadors, Blanqueria, Corders, Flassaders...) i es trobava a tocar de la plaça del Mercadal (actual plaça de l'Àngel).
La proximitat amb la presó que hi havia a una de les torres de la Porta Major (o del blat) de la muralla romana de Barcelona (a l'actual cantonada de baixada de la Llibreteria i plaça de l'Àngel) va crear la dita popular de l'anar "Bòria avall" que consistia en l'escarni públic dels ajusticiats tot passejant-los dalt d'un ase pel dit carrer. Fins i tot hi ha un quadre de Francesc Galofré Oller que es diu Bòria Avall, on es representa el suplici en públic.

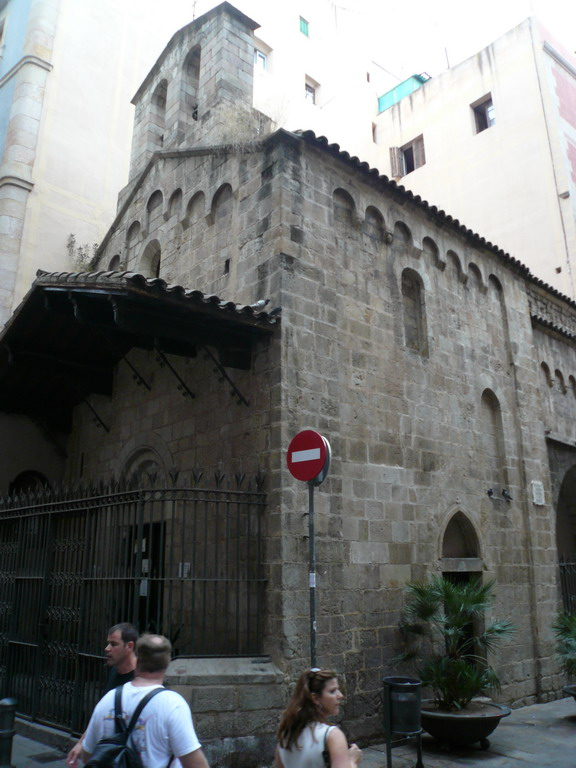
Capella d'en Marcús, que formava part d'un complex d'un alberg per viatgers, un hospital i un cementiri, construïts gràcies a un llegat de Bernat Marcús

En aquest barri cal destacar la capella d'en Marcús, romànica del segle xii (1150) i algun hostal dels tants que hi havien existit (de la Flor del Lliri, del Lleó, de la Massa, dels Cavalls, de la Campana, de l'Estanyer...), ja que era una de les principals entrades des del nord a la ciutat emmurallada.
Hi ha la teoria que, etimològicament, Bòria vol dir veïnat als afores, raval, alteració de boeria, 'casa del bover (o boer)' per contracció del hiat amb allargament de la o, que atragué l'accent.
Les Bòries és un veïnat del poble de Salitja on es va construir l'aeroport de Girona, anomenat comercialment Aeroport de Girona - Costa Brava.